# De Droomfabriek
De Droomfabriek is een populaire Vlaamse televisieshow die van 1989 tot 1999 op TV1 liep en in 2024 terugkeerde op VRT 1. 
Het programma werd tussen 1989 en 1999 elke vrijdagavond van 20 tot 22 uur uitgezonden. In 2024 wordt het programma in twee delen uitgezonden op zaterdagavond van 19.45 tot 20 uur en van 20.40 tot 21.40 uur. Tussen de twee delen wordt een herhaling van F.C. De Kampioenen uitgezonden.
De presentatie was aanvankelijk in handen van Bart Peeters en Paskal Deboosere. Later presenteerde Peeters de show samen met Rani De Coninck en Sabine De Vos. Het zevende seizoen 1998-1999 werd gepresenteerd door Johan Terryn en Tine Van den Brande.
In 2024 keerde het programma terug. Bart Peeters wordt opnieuw de presentator, samen met Gloria Monserez. Maaike Cafmeyer coördineert de hulp van de kijkers tijdens de live uitzending. Na het tweede seizoen stopte Peeters met het programma.

## Concept
Het programma was vergelijkbaar met buitenlandse formats zoals de Britse show "Jim'll Fix It" (1975-1994). Kijkers zonden brieven in waarin ze hun droom of hartewens omschreven. Hieruit werden enkele gelukkigen geselecteerd die eerst in de studio werden ontvangen voor een gesprek. Daarna toonde men een beeldreportage hoe men diens droom in vervulling had laten gaan. Na afloop kreeg elke gast dan een pluche knuffelbeertje, bijgenaamd "Het Droomfabriekbeertje". Elke aflevering werden er meerdere wensen tegelijk behandeld. Over de eerste zeven seizoenen heen werden er in totaal 216 dromen gerealiseerd.
Behalve gewone mensen werden ook weleens bekende Vlamingen uitgenodigd, wier dromen dan vervuld werden. Geregeld liet men aan het einde van elke show een groep bekende Vlamingen een nummer coveren, verkleed als een bekende muzikale artiest.
De Droomfabriek was opvallend omdat het programma anderhalf uur in beslag nam en bovendien ook volledig live ging. Het was een gigantisch succes en trok wekelijks meer dan een miljoen kijkers. De show werd van 1992 tot en met 1994 door Peeters, De Coninck en De Vos gepresenteerd, maar in 1995 stapte Peeters een poosje over naar VTM. Daarom was er tijdens 1995-1996 geen nieuw seizoen. Eind 1996 volgde er toch nog een seizoen, ditmaal enkel door De Coninck en De Vos gepresenteerd. Zij stapten later beiden over naar VT4.
Eind jaren negentig namen Johan Terryn en Tine Van den Brande de presentatie over. Het programma werd in een nieuw kleedje gestopt en omgedoopt tot De Nieuwe Droomfabriek. Qua kijkcijfers kon men de hoogdagen niet meer evenaren, en na dat zevende seizoen stopte het programma.
Na een afwezigheid van 25 jaar keerde het programma in februari 2024 terug volgens hetzelfde concept, met Bart Peeters en Gloria Monserez als presentatoren. Peeters verliet het programma na het tweede seizoen.

### Presentatie
- Bart Peeters (seizoen 1 - seizoen 5,  seizoen 8 - seizoen 9)
- Paskal Deboosere (seizoen 1 - seizoen 2)
- Rani De Coninck (seizoen 3 - seizoen 6)
- Sabine De Vos (seizoen 3 - seizoen 6)
- Johan Terryn (seizoen 7)
- Tine Van den Brande (seizoen 7)
- Gloria Monserez (seizoen 8 - heden)

| Presentatie         | S1 | S2 | S3 | S4 | S5 | S6 | S7 | S8 | S9 |
| ------------------- | -- | -- | -- | -- | -- | -- | -- | -- | -- |
| Paskal Deboosere    |    |    |    |    |    |    |    |    |    |
| Bart Peeters        |    |    |    |    |    |    |    |    |    |
| Rani De Coninck     |    |    |    |    |    |    |    |    |    |
| Sabine De Vos       |    |    |    |    |    |    |    |    |    |
| Johan Terryn        |    |    |    |    |    |    |    |    |    |
| Tine Van den Brande |    |    |    |    |    |    |    |    |    |
| Gloria Monserez     |    |    |    |    |    |    |    |    |    |

## Iedereen beroemd
In 2021 werd De Droomfabriek een rubriek in Iedereen beroemd, waarbij de droom van één persoon per aflevering in vervulling ging. Daarbij werden aanvragen gebruikt die in de jaren 90 niet werden behandeld. Het werd gepresenteerd door Siska Schoeters. Het seizoen erna werd het rubriekje opnieuw gebruikt en wisselden Schoeters en Bart Peeters de presentatie af. In dat seizoen werd gewerkt met nieuwe dromen.

## Bron
- Manu Adriaens, "Blijven kijken! 50 jaar televisie in Vlaanderen", 140 pp. (Uitgeverij Lannoo, Tielt, 2003)
- Het Archief (VRT)